# 格雷格·柯斯特恩
格雷格·柯斯特恩（Greg Costikyan，1959年7月22日—），美國遊戲設計師和科幻小說作家，擅長在角色扮演遊戲方面。
他的大作有魔鬼剋星（角色扮演遊戲）、Toon、星際大戰（角色扮演遊戲）、妄想症（角色扮演遊戲）、Violence: The Roleplaying Game of Egregious and Repulsive Bloodshed（化名Designer X）

## 個人網頁
Greg Costikyan的網頁 （页面存档备份，存于）